# Federación luxemburguesa de trabajadores del libro
La Federación luxemburguesa de trabajadores del libro (en francés: Fédération luxembourgeoise des travailleurs du livre, FLTL) fue el primer sindicato de Luxemburgo y representaba a los trabajadores de las industrias de la imprenta y el papel de ese país.

## Historia
Fue el primer sindicato instaurado en Luxemburgo, fundado el 31 de julio de 1864 como Asociación Tipográfica, por iniciativa de Peter Klein. Fue el sindicato más fuerte del siglo XIX en el país y consiguió importantes mejoras en las condiciones laborales de sus miembros. En 1893 se afilió al Secretariado Internacional de Tipógrafos.
Desempeñó un papel destacado en la creación de la primera confederación sindical del país, el Cartel Sindical. Más tarde se unió a la Confederación General del Trabajo de Luxemburgo. En 1945 comenzó a admitir, además de tipógrafos, a todos los trabajadores de las industrias de la impresión y el papel, por lo que cambió su nombre por el de Federación luxemburguesa de trabajadores del libro, pero continuó siendo una organización pequeña que contaba con 400 miembros en 1965.
Para 1989 había crecido a 1000 miembros. El 9 de diciembre de 2005, se fusionó con la Confederación de Sindicatos Independientes de Luxemburgo.